# Златогуша брадатка
Златогушата брадатка (Megalaima franklinii) е вид птица от семейство Брадаткови (Megalaimidae).

## Разпространение и местообитание
Видът е разпространен в Непал, Индия, Бутан, Мианмар, Тайланд, Малайзия, Лаос, Виетнам и Китай. Присъствието му в Бангладеш е несигурно. Обитава тропическите и субтропичните влажни гори на надморска височина от 900 до 2700 метра.